# Jean-François Bayard

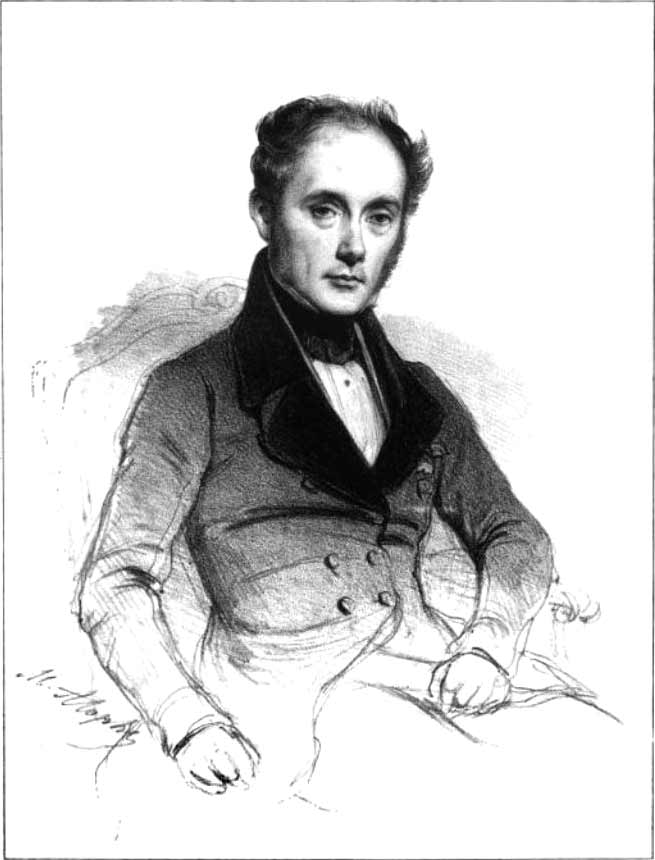
Jean-François Alfred Bayard
(Porträt von Marie Alexandre Alophe)

Jean-François Alfred Bayard (* 17. März 1796 in Charolles, Département Saône-et-Loire; † 20. Februar 1853 in Paris) war ein französischer Dramatiker.

## Leben
Schon als Student der Rechte und später als Rechtsanwaltspraktikant schrieb Bayard in seiner Freizeit Theaterstücke. Sein frühes Werk Christine ou la Reine de seize ans hatte 1828 am Théâtre du Gymnase von Paris großen Erfolg. Als Dramatiker war er ebenso fleißig wie einfallsreich. Eine enge Freundschaft verband ihn mit dem Theater-Schriftstellers Eugène Scribe, mit dem er einige Stücke gemeinsam verfasste und dessen Nichte er heiratete.
Im Stil der Schule von Louis-Benoît Picard schrieb er geistreich, humorvoll, oft empfindsam, wie es das Publikum des 19. Jahrhunderts auf den Bühnen sehen wollte. Mehr als 200 Stücke für verschiedene Theater entstanden derart, etliche davon in Zusammenarbeit mit anderen Autoren, wie beispielsweise Léon-Lévy Brunswick, Michel Delaporte, Théodore Barrière, Charles Varin, Antoine-François Varner und Mélesville. Bayard war einer der eifrigsten Mitarbeiter der Société des Auteurs et Compositeurs Dramatiques, die 1829 für die Durchsetzung der Rechte von Autoren gegründet worden war.
1837 war er aus familiären Gründen genötigt, einen Direktions-Posten im Théâtre des Variétés anzunehmen, den er zwar nur kurze Zeit, aber dennoch mit beachtlichem Erfolg innehatte. Nachdem er das Theater aus einer Publikumskrise herausführte, die es vom ersten Rang des Pariser Theaterboulevards verdrängt hatte, stellte er bald fest, dass seine Tätigkeit als Autor mit der zeitraubenden Direktionsarbeit nicht vereinbar war. Deshalb quittierte er den Posten und machte seinen Freund, den Librettisten Philippe Dumanoir, zu seinem Nachfolger – eine erfolgreiche Lösung für das Théâtre des Variétés.
Ebenfalls im Jahr 1837 wurde Jean-François Alfred Bayard zum Mitglied der Légion d’honneur ernannt.
1839 war er in der Lage, von seinen Tantiemen die Parkanlage Désert de Retz zu erwerben.
1840 verfasste er gemeinsam mit Jules-Henri Vernoy de Saint-Georges das Libretto für die komische Oper La fille du régiment von Gaetano Donizetti.
Bayard schrieb auch Artikel in einigen Literatourjournalen sowie Gedichte und Versdramen für Anthologien. Der Autor und Buchverleger Louis Hachette gab Bayards Théâtre choisi in den Jahren 1855 bis 1858 in 12 Bänden heraus.

## Werke (Auswahl)
| - La Belle-mère - Christine ou la Reine de seize ans - Les Fées de Paris - Marie Mignot - Les Enfants de troupe - Les Premières armes de Richelieu - La Manie des places - La Fille de l’avare - Mathilde ou la jalousie | - Le Gamin de Paris - La Foire aux places - Roman à vendre - Un ménage parisien - Un château de cartes, verse comedies - Le Mari à la campagne, his main work - Paris, Orléans et Rouen - Boquillon à la recherche d'un père - La niaise de Saint-Flour |